# 半田城
半田城（はんだじょう）は、愛知県半田市にあった日本の城（平城）。別名坂田城。

## 概要
榊原氏が居城したと伝わる。

## 現在の状況
城跡は同市住吉町8丁目の神社（津嶋社）を中心として北末広町・堀崎町2丁目に跨がる範囲とされ、県遺跡番号410076「半田城跡（坂田城）」として埋蔵文化財包蔵地になっているが、現在は宅地になっており、地表面に遺構は残っていない。

## 所在地
愛知県半田市北末広町、堀崎町2丁目、住吉町8丁目